# Oreodera sensibilis
Oreodera sensibilis är en skalbaggsart som beskrevs av Maria Helena M. Galileo och Martins 2007. Oreodera sensibilis ingår i släktet Oreodera och familjen långhorningar. Inga underarter finns listade i Catalogue of Life.